# Гударзи, Акбар
Акбар Гударзи (перс. اکبر گودرزی‎;
1955, Дузан, Лурестан — 1980, Тегеран) — иранский политический активист, лидер и идеолог шиитской антиклерикальной террористической организации Форкан. При шахском режиме — леворадикальный оппозиционер-исламист. После Исламской революции — непримиримый противник хомейнистской теократии, вожак террористического подполья. Организовал серию политических убийств. Расстрелян властями исламской республики.

## Студент и проповедник
Родился в деревне Дузан (остан Лурестан), в многодетной семье крестьянина-пастуха, впоследствии ставшего мелким торговцем. С детства отличался повышенной шиитской религиозностью. Перебрался в Тегеран, учился в медресе. В порядке исламской учёбы посещал шиитский центр Кум. С двадцатилетнего возраста выступал с исламскими проповедями и толкованиями Корана. Проповедовал в беднейших кварталах Тегерана, перед представителями социальных низов. Энтузиазм молодости, ярко индивидуальный стиль выступлений сделали Гударзи популярным проповедником. Он написал более двадцати томов толкований Корана и молитв имамов. Всемерно отстаивал принципы монотеизма, а также развития и движения как сути религии.
Акбар Гударзи проникся учениями исламского социалиста Али Шариати, оппозиционных шиитских теологов Хабиболлы Ашори, Али Хатами. Под их влиянием и по собственному личностному складу он стал убеждённым исламским революционером. Гударзи адаптировал ислам к своим леворадикальным взглядам и концепции классовой борьбы, говорил о «революционной воле Аллаха — победе угнетённого класса над сильными мира сего». Выступал как яростный противник правящей элиты, государственных и религиозных властей. Находился под наблюдением шахской тайной полиции САВАК. 
Антиклерикализму Акбара Гударзи способствовало откровенное неприятие исламским духовенством теологических изысканий Гударзи (большинство представителей клира даже не считали нужным обсуждать его сочинения). С резкой критикой теологических и социально-политических воззрений Гударзи выступил аятолла Муртаза Мутаххари, что послужило истоком смертельной вражды между ними.
В 1976 по инициативе Гударзи была создана организация Форкан. Теологически Форкан опиралась на традицию Двенадцати имамов, социально — соединяла исламизм с левым популизмом. Во имя ислама Гударзи и его соратники призывали к свержению шахского режима, экспроприации «богатого базара». Главным же врагом они считали исламское духовенство, которое обвиняли в замутнении принципов мусульманской религии. Главный лозунг Форкан формулировался как «ислам без духовенства». При этом Форкан стояла на антикоммунистических позициях, осуждала марксистский атеизм.
Соучастниками антинародной политики монархических властей Гударзи считал США и «колониалистскую Европу». В то же время он враждебно относился и к советскому блоку как империалистической силе, выступающей под другими пропагандистскими лозунгами.

## Лидер террористического подполья
Форкан во главе с Акбаром Гударзи поддержала Исламскую революцию и свержение шахского режима в феврале 1979. Но организация крайне враждебно отнеслась к установлению клерикальной диктатуры, шиитской теократии во главе с аятоллой Хомейни. Выступая с шиитско-исламистских позиций, Гударзи заявлял, что «революция украдена муллами», духовенство называл «основой обмана». Ставка в борьбе была сделана на вооружённые методы.
С апреля 1979 года Форкан перешла к террору против лидеров хомейнизма. Под руководством и при прямом участии Акбара Гударзи был совершён ряд политических убийств — генерала Гарани, главы Совета исламской революции Мутаххари, хомейнистского идеолога Мофаттеха, телепропагандиста теократии Бахбахани, начальника тегеранской тюрьмы Араги. Всего Форкан совершила около двадцати успешных терактов.
Ликвидация Форкан сделалась важнейшей задачей спецслужбы КСИР. Операцией руководил начальник разведки «стражей исламской революции» Мохсен Резайи. Применялись методы интенсивной слежки, использовалась армейская техника электронного наблюдения, вербовались информаторы среди моджахединов. Гударзи и его соратники были разысканы и арестованы 18 января 1980. При захвате они оказали сопротивление, пришлось задействовать крупное карательное подразделение. 

С Гударзи бесполезно было пытаться. На суде он практически не вступал в разговоры. Никаких показаний, никаких признаний. Либо угрюмое молчание, либо жёсткая агрессия. Когда к нему обращались, отвечал потоком антиклерикальных лозунгов и обещаний возмездия. «Для меня до сих пор загадка, как может человек быть настолько переполнен ненавистью», – вспоминает судья Абдолмаджид Меадихах, выносивший приговоры на процессе Форкан.

3 июня 1980 Акбар Гударзи и шесть ближайших соратников были расстреляны по обвинению в терроризме.

## Характеристики личности
Хомейнистская пропаганда характеризовала Акбара Гударзи и его соратников по Форкан как «врагов исламской революции, людей повышенной эмоциональности и криминальных наклонностей, поверхностно читавших Коран». Даже более нейтральные обозреватели отмечали фанатизм и интеллектуальную самоуверенность Гударзи, его безоглядную готовность к идеологически мотивированному насилию.

Он никого не слушал, уверенный, что все необходимые знания уже содержатся в его уме, а всё прочее искажено и не нужно.

Муртаза Альвири, активист ОМИН

В то же время люди, знавшие Акбара Гударзи, отмечали его идейную убеждённость, личную цельность и честность, отчаянную храбрость, аскетичный образ жизни. Даже смертельные враги Гударзи отдавали должное его интеллекту и революционной целеустремлённости.